# 加氏寶蓮燈魚
加氏寶蓮燈魚，為輻鰭魚綱脂鯉目脂鯉亞目脂鯉科的其中一個種。分布於南美洲智利至阿根廷中部淡水流域，體長可達5.9公分，棲息在底中層水域，生活習性不明，可作為觀賞魚。